# König-von-Spanien-Preis für Wirtschaftswissenschaft
Der König-von-Spanien-Preis für Wirtschaftswissenschaft (spanisch: Premio de Economía Rey de España), bis 2018 König-Juan-Carlos-Preis für Wirtschaftswissenschaft (spanisch: Premio de Economía Rey Juan Carlos), ist ein Wissenschaftspreis in Wirtschaftswissenschaften. Die seit der Stiftung durch José Celma Prieto 1986 zweijährlich von der Bank von Spanien vergebene Auszeichnung würdigt Wissenschaftler aus Spanien oder Lateinamerika, die außergewöhnliche Beiträge zur Wirtschaftswissenschaft geleistet haben.
Der Preis ist (Stand 2022) mit 72.000 Euro dotiert. Das Preisgeld wird von der nach José Celma Prieto benannten Stiftung bereitgestellt, der Gouverneur der Bank von Spanien sitzt der den Preisträger ermittelnden und von ihm bestimmten Jury vor und der spanische Monarch ist neben der Namenspatenschaft auch bei der Verleihung zugegen – bis 2018 hatte Juan Carlos I. trotz seiner vorherigen Abdankung den Preis noch übergeben.
Im Jahr 2020 ergaben sich auch rund um die Auszeichnung Diskussionen im Zusammenhang mit dem vormaligen König und seit Erstauslobung Namenspatron Juan Carlos I., der Spanien im Zusammenhang mit Korruptionsvorwürfen Anfang des Jahres verlassen hatte, um künftig im Ausland zu leben, woraufhin die ursprünglich für September des Jahres vorgesehene Verleihung auf unbestimmte Zeit verschoben wurde. Im Juni 2021 entschieden sich die Preisstifter zur Fortsetzung der Auszeichnung, dabei soll jedoch der Name Juan Carlos I. aus der Bezeichnung entfernt werden. Im November 2021 erhielt entsprechend Manuel Arellano rückwirkend für 2020 die nun ohne den Namenszusatz vergebene Auszeichnung.

## Preisträger
- 1986: Luis Ángel Rojo
- 1988: Andreu Mas-Colell
- 1990: Julio Segura Sánchez
- 1992: Miguel Mancera Aguayo
- 1994: Gabriel Tortella
- 1996: Salvador Barberá
- 1998: Enrique Fuentes Quintana
- 2000: Guillermo Calvo
- 2002: Juan Velarde Fuertes
- 2004: Xavier Sala i Martín
- 2006: Gonzalo Anes y Álvarez de Castrillón
- 2008: Joaquín Muns Albuixech
- 2010: Pedro Schwartz
- 2012: Jaime Terceiro Lomba
- 2014: Agustín Maravall
- 2016: José Luis García Delgado
- 2018: Carmen Reinhart
- 2020: Manuel Arellano
- 2022: Agustín Carstens
- 2024: Roberto Serrano[5]